# Økonomisk politik
Økonomisk politik er en fælles betegnelse for de foranstaltninger, en offentlig myndighed benytter til at regulere den økonomiske adfærd i et samfund. Disse økonomiske foranstaltninger tager udgangspunkt i nogle formulerede mål, hvortil der i makroøkonomisk teori hører et sæt af instrumenter (eller midler), som ideelt set kan indfri målene.
I et demokrati føres den økonomiske politik af en regering, der står til ansvar for et parlament og er underkastet parlamentarisk kontrol. I et diktatur føres den økonomiske politik af en enehersker eller en snæver gruppe af magthavere, som normalt ikke er underkastet nogen egentlig kontrol.
Såvel demokratiske stater som diktaturstater er som regel markedsøkonomier, der er langt den mest udbredte måde at organisere samfundsøkonomien på. I en markedsøkonomi går den økonomiske politik ud på at styre de overordnede rammer, som markedsøkonomien fungerer indenfor. Der findes dog fortsat også enkelte (især kommunistiske) samfund med planøkonomi, hvor den økonomiske politik er styret gennem centralt fastsatte planer for produktion og fordeling af goder. Nordkorea er et eksempel herpå.

## Økonomiske mål
Overordnet kan der skelnes mellem liberalt inspirerede mål, hvor statens indgreb i den økonomiske aktivitet forudsættes at være så begrænset som overhovedet muligt, og kommunitaristisk inspirerede mål, hvor staten har en mere aktiv rolle i styringen af den økonomiske aktivitet.
Blandt typiske økonomiske mål, som har præget den økononomiske politik i et land som Danmark og mange andre vestlige lande, kan nævnes:
- lav ledighed
- høj materiel velstand og økonomisk vækst
- lav inflation
- balance på betalingsbalancens løbende poster
- en stabil valuta
- en vis lighed i indkomstfordelingen og et socialt sikkerhedsnet
- opretholdelse af velfungerende markeder

Disse mål kan i et vist omfang stride imod hinanden, sådan at de politiske beslutninger vil bestå i et kompromis mellem dem. Det kan således i nogle tilfælde gælde hensyn til en ligelig indkomstfordeling og til at undgå forvridninger af den samfundsøkonomiske effektivitet, idet f.eks. en progressiv skat på arbejdsindkomst skaber større lighed i forbrugsmulighederne, men samtidig kan påvirke arbejdsudbuddet uheldigt.
I tidens løb har holdningen til de forskellige mål ændret sig. Hensynet til en stabil valuta, som tidligere har medført, at næsten alle vestlige lande har ført fastkurspolitik i forhold til hinanden, er i dag for de fleste valutaområders vedkommende afløst af et system med flydende valutakurser, ofte i samspil med en direkte selvstændig inflationsmålsætning for det pågældende land. Her udgør Danmark dog en undtagelse, idet landet som det eneste OECD-land fortsat fører fastkurspolitik.
Ønsket om økonomisk vækst er kontroversielt i nogle kredse, der frygter, at fortsat økonomisk vækst vil give for store miljøproblemer. Synspunktet er blandt andet fremført af Romklubben med bogen Grænser for vækst.
Forskellige økonomer, blandt andet de økonomiske vismænd, har fremført det synspunkt, at ændringer i betalingsbalancen nogle gange kan være symptomer på forhold, som bør adresseres, men at balance på de løbende poster ikke i sig selv bør være et vigtigt slutmål for den økonomiske politik. Betalingsbalancen afspejler forskellen på et lands opsparing og investeringer, og der kan være fornuftige grunde til, at disse to størrelser afviger fra hinanden i både den ene og den anden retning.
Også spørgsmålet om økonomisk ulighed er et omdiskuteret politisk emne med forskellige holdninger til, om det er et problem, hvis indkomstfordelingen bliver mere ulige.

## Midler i den økonomiske politik
Til de økonomiske mål, som beslutningstagerne prioriterer og vælger mellem, er der knyttet forskellige instrumenter, som de økonomiske eksperter anbefaler til at indfri målene. Midlerne kan opdeles efter art, virkning og primær aktør.
| Art                   | Primært mål | Instrumenter                                      | Virkning                                            | Primær aktør                             |
| --------------------- | --- | ------------------------------------------------- | --------------------------------------------------- | ---------------------------------------- |
| Finanspolitik         | At undgå konjunktursvingninger                                                                                                   | Ændringer i de offentlige budgetter               | Påvirker den samlede efterspørgsel                  | Staten                                   |
| Pengepolitik          | Under flydende kurser: At undgå konjunktursvingninger og inflationsudsving. Under faste kurser: At opretholde fastkurspolitikken | Ændringer i rente og pengemængde                  | Påvirker valutakurser og den samlede efterspørgsel  | Centralbanken (i Danmark Nationalbanken) |
| Valutapolitik         | At påvirke prisniveau og konkurrenceevne                                                                                         | Devaluering eller (sjældnere) revaluering         | Påvirker nettoeksporten og inflationen              | Staten                                   |
| Indkomstpolitik       | At forbedre konkurrenceevnen | Indgreb i lønninger og priser                     | Påvirker løn- og prisniveau                         | Staten                                   |
| Arbejdsmarkedspolitik | At forbedre strukturerne på arbejdsmarkedet                                                                                      | Ændringer i regler for dagpenge og aktivering     | Påvirker f.eks. arbejdstagernes jobsøgning          | Staten                                   |
| Skattepolitik         | At finansiere offentlige udgifter, påvirke indkomstfordeling og incitamenter                                                     | Ændringer i skattesatser, afgifter og -regler     | Påvirker befolkningens adfærd og forbrugsmuligheder | Staten                                   |
| Konkurrencepolitik    | At forbedre konkurrencen på vare- og andre markeder                                                                              | Indgreb mod monopolforhold, karteller og lignende | Sikrer lavere priser og større produktion           | Staten                                   |
| Strukturpolitik       | At forbedre strukturerne på forskellige områder i økonomien                                                                      | Bl.a. støtte til forskning                        | Påvirker innovationen i erhvervslivet               | Staten                                   |

Strukturpolitik er et samlebegreb, som omfatter alle former for økonomisk politik, der er rettet mod mere permanente ændringer i modsætning til instrumenter, der har mere midlertidig/konjunkturafhængig karakter. Arbejdsmarkedspolitik, skattepolitik og konkurrencepolitik kan således alle betegnes som forskellige former for strukturpolitik.
Også de forskellige instrumenter har i tidens løb vekslet i popularitet. Således var indkomstpolitik og valutapolitik relativt populære instrumenter i 1970'erne, hvor man i bl.a. Danmark forsøgte sig med begge dele; men erfaringerne har generelt været dårlige, og såvel indkomstpolitik som valutapolitik i form af officielt dekreterede ændringer i valutakursen ses sjældent nogle steder i dag. Til gengæld har strukturpolitiske tiltag med sigte på mere langsomme, men måske længerevarende ændringer gradvis fået mere fokus i den økonomiske politik.

## Begrænsninger i det økonomisk–politiske råderum
OECD og Internationale Valutafond stiller krav til medlemslandenes økonomiske politik, når disse organisationer vurderer landenes kreditværdighed. EU's konvergenskriterier betyder, at euro-landene skal tilpasse deres økonomiske politik til disse krav. Multinationale selskaber kan, f.eks. gennem outsourcing placere produktionen, hvor arbejdskraften er blillig og selskabsskatten er lav. Disse tendenser sætter grænser for staternes muligheder for at føre en selvstændig økonomisk politik. Finanskrisen er det seneste eksempel på, at internationale forhold indskrænker landenes økonomiske råderum.